# Llagut Santa Espina
La Santa Espina és un llagut de vela llatina provinent de Banyuls de la Marenda, a la comarca del Rosselló, de la Catalunya Nord. Pertany a la família del sardinal. Fou construïda pel mestre d'aixa Bonaventura Colomines el 1928 i s'utilitzava per a la pesca de la sardina i l'anxova - d'aquí la denominació de «sardinal».
Aquest tipus de llagut estava molt estès a la Mediterrània del sud de França, principalment al Rosselló. Restaurada, avui és present en tots aquells moments i llocs on cal afermar el moviment de recuperació del patrimoni marítim, i en particular la navegació amb aparell llatí.

## Història

### DeFrancisaSanta Espina
La història d'aquest llaüt s'inicia l'any 1927, quan el mestre d'aixa Bonaventura Colomines rep l'encàrrec de construir-lo. Aquesta feina queda conclosa un any més tard, el juliol del 1928.
Fou batejada amb el nom de Francis pel seu primer propietari, François Cazeilles de Cotlliure que se'n va servir ininterrompudament fins als anys 70 (del segle XX), inclòs el període de la Segona Guerra Mundial, moment en el qual la seva tripulació s'incrementà amb un caporal de l'exèrcit alemany.
A mesura que el peix s'allunyava de la costa per la sobrepesca, aquest tipus d'embarcacions van quedar obsoletes i arraconades a les platges. Així, doncs, la Francis va restar al sec a la platja de Sant Cebrià de Rosselló, on hauria acabat cremada com la totalitat de les seves companyes. Afortunadament, el 1975 va ser comprada per Clovis Aloujes -President de l'Associació Voile Latine de Cotlliure- als senyors Yves Soret i Bernard Simon, propietaris en aquell moment. Després de reparar-la, la va tornar a la mar per navegar de nou amb el nom nou de Santa Espina.

### L'arribada a Calella de Palafrugell
Animat per l'esperit de recuperació de la navegació amb vela llatina, el 28 de juny del 1986 Clovis Aloujes va navegar fins al port de Sant Feliu de Guíxols. Allà, la Santa Espina va assistir a la Primera Diada de la Vela Llatina, fet d'importància cabdal per ser el primer acte en què s'albirava la sensibilització d'un sector de la societat per a la recuperació del patrimoni mariner català. Un any després, amb la celebració del I Mil·lenari de Catalunya, a Cadaqués es va participar en la I Trobada de Vela Llatina i hi va impulsar el que esdevindria la cita anual per excel·lència.
L'abril de 1995, vint anys després d'haver-la adquirida, Clovis Alouges va demanar que la Santa Espina formés part de l'estol d'embarcacions de vela llatina de Calella. No era novella en aquestes aigües, ja que el juny deL 1993 va assistir a la I Trobada de Barques Aparellades amb Vela Llatina d'aquest poble. Un any més tard, hi va protagonitzar la II Trobada, en ser treta a l'antiga -a força de braços- a la platja del Canadell. A partir d'aquell moment, la seva presència es va incrementar arreu, i va assistir a les Trobades anuals al llarg de tot el litoral català.

## Activitats
De maig a juny, navega els anys alterns fins a les aigües de Tarragona, del Rosselló, de Menorca i de la Costa Brava. D'aquesta última, assisteix a la Trobada anual de Calella de Palafrugell, seguida per la de Sa Riera i Palamós.

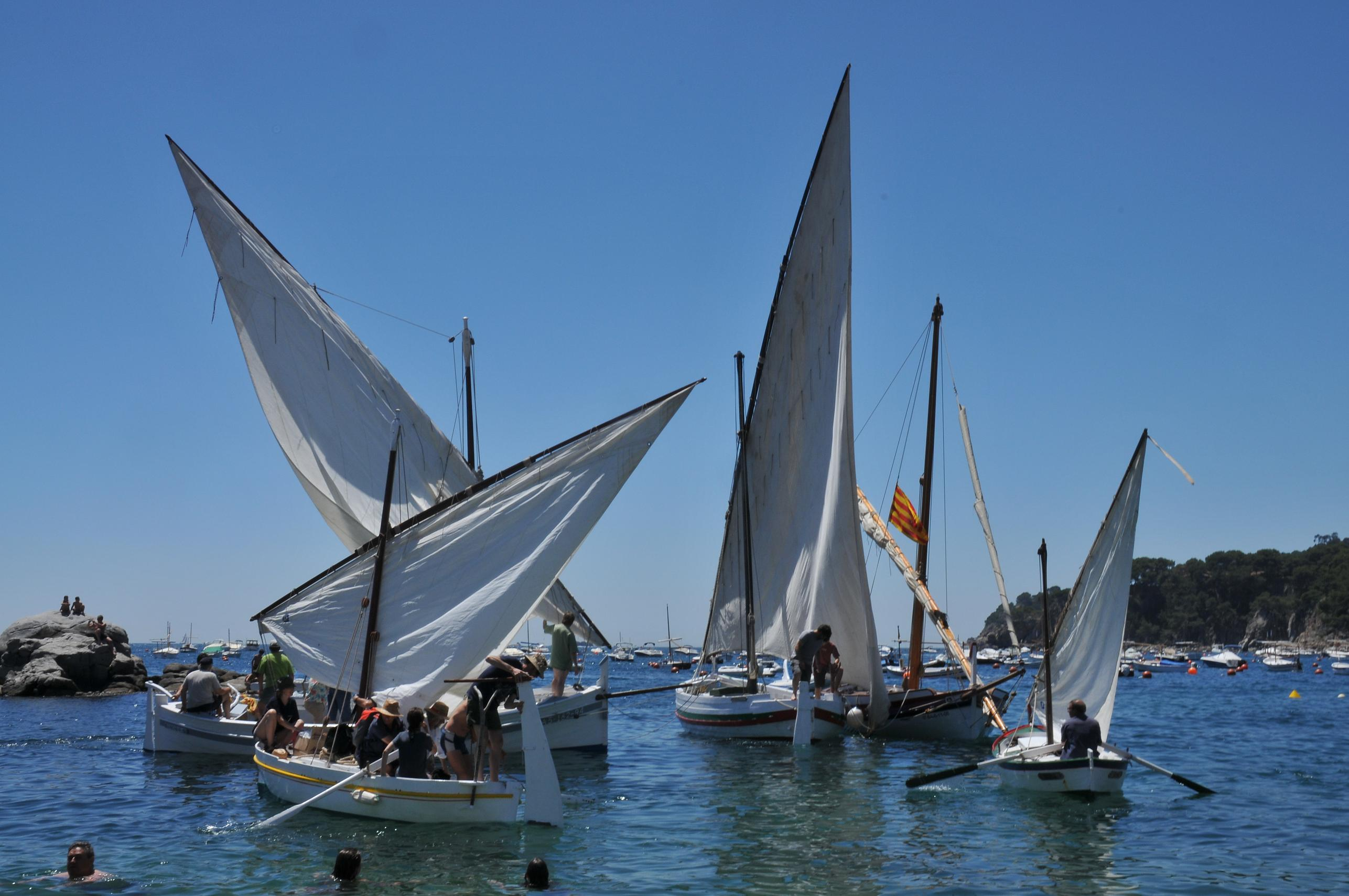
XVIa Trobada de Vela Llatina de Calella de Palafrugell, Platja del Port Bo

Fora del calendari de Trobades, resta al Port Bo de Calella, fondejada al bell mig de la cala donant fe del passat mariner de la població. S'aprofita per fer sortides i mostrar la navegació amb vela llatina, així com per potenciar la imatge de Calella com a port d'acollida de navegants d'arreu.
El juliol del 2001 i del 2009, va viatjar a l'illa de Menorca utilitzant, com a únics mitjans de propulsió, la vela i els rems. Amb aquest fet, es pretenia homenatjar als navegants de cabotatge dels anys vint del segle passat i recrear l'intercanvi comercial entre comunitats. Malgrat les dificultats climatològiques que presenta la Mediterrània, es van demostrar amb escreix les qualitats marineres de l'embarcació.
Passat l'estiu, al setembre, s'incorporà de nou al calendari de trobades per assistir a les de l'Escala, Cadaqués, el Port de la Selva, Llançà, Portbou i Banyuls de la Marenda, on la seva presència és especialment celebrada pel fet de ser Banyuls la població on l'any 1928 va ser construïda. L'hivern, la Santa Espina és duta a les Drassanes Despuig de Roses, on resta al sec tot l'hivern i on es duen a terme les tasques de manteniment pertinents.

## Implicació en el patrimoni marítim

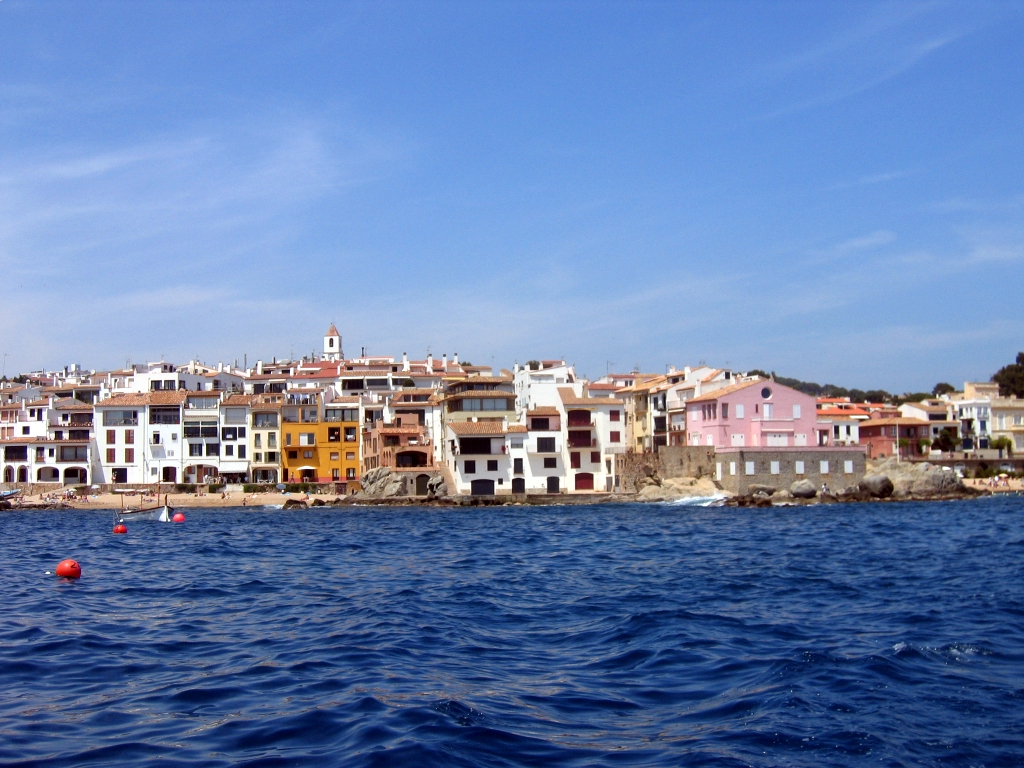
Calella de Palafrugell vista des del mar

Per les seves característiques constructives i el seu grau de conservació, la Santa Espina és un element d'estudi i consulta d'aquells més pròxims al moviment de recuperació del patrimoni marítim. Els treballs de reparació que al llarg dels temps ha sofert, sempre han estat enfocats des del respecte a la manera tradicional de construir i navegar. Els esforços de restauració i preservació fan que avui una barca de l'any 1928 queda aparellada i en ús, el que permet documentar, contribuir al manteniment de la parla i la gestualitat específiques de l'activitat de bord i recuperar oficis quasi perduts, com és el cas del mestre d'aixa, el mestre veler, el mestre corder o el calafat.
L'art de navegar amb vela llatina es manté viu gràcies a embarcacions com aquesta. Ho duen a terme en traslladar fins avui, les proporcions i l'equilibri del seu aparell, que acumula una ciència heretada a la Mediterrània des de fa dos mil anys. És una veritable peça de museu, en reunir, en primer lloc, les característiques didàctiques de caràcter estàtic, il·lustratives dels oficis artesanals; en segon lloc, les característiques dinàmiques pròpies de la navegació amb l'aparell llatí i, finalment, d'altres que actuen d'element impulsor del moviment de recuperació del patrimoni marítim.